# Muzeul Județean Teleorman
Muzeul Județean Teleorman este un muzeu județean din Alexandria, amplasat în Str. 1848 nr. 1. A fost înființat ca Muzeu orășenesc în 1952, pentru ca în 1981 să se transforme în Complex Muzeal Județean. Din 1997 funcționează într-o clădire nouă. Conservă colecții de: arheologie, preponderent neolitică și geto-dacică, provenind din stațiunile: Ciolănești Deal, Siliștea, Vitănești, Zimnicea, Orbeasca de Sus, Albești, Măgura - Bran, Măgura - Buduiasca etc.; tezaure monetare descoperite la: Poiana, Sfințești, Schitu, Poroschia, Alexandria, Ulmeni, Balta Sărată etc.; o colecție etnografică zonală, valorificată în expoziția permanentă. Dispune de laborator de conservare și ateliere de restaurare ceramică, metal, hârtie. În perioada 2003 - 2004 a derulat un program de cercetare a procesului de colectivizare a agriculturii din județul Teleorman, finanțat de Guvernul Statelor Unite ale Americii, prin intermediul Secției Afaceri Publice din București și Asociației Prietenii Muzeului din județul Teleorman. În prezent, participă la un proiect internațional, româno-englez de cercetare a locuirii preistorice pe Valea Teleormanului, alături de Muzeul Național de Istorie a României și Universitatea din Cardiff. De asemenea, din 2006, Muzeul Județean Teleorman participă la un program româno-francez de cercetare a locuirii paleolitice din zona Ciuperceni, împreună cu Misiunea Arheologică Franceză în România, Muzeul Orașului București și Institutul de Arheologie V. Pârvan București. Muzeul are deschis (2010) două expoziții de bază: etnografie și istorie recentă, precum și o expoziție temproară de arheologie